# Parametry UTM
Parametry Urchin Tracking Module (UTM) – pięć parametrów używanych głównie w marketingu, aby określić skuteczność kampanii z różnych źródeł i mediów kierujących do strony internetowej. Dodane do narzędzia będącego poprzednikiem Google Analytics - Urchin - stąd nazwa oraz możliwość wykorzystania ich w analizie w tym narzędziu. Przykładowy link z parametrami UTM (znajdują się po znaku zapytania): 
https://www.example.com/?utm_content=wikiutm&utm_medium=social&utm_source=facebook&utm_campaign=wiki

## Parametry
5 parametrów, które możemy używać w dowolnej kolejności:
| Parametr              | Cel | Przykład                              |
| --------------------- | --- | ------------------------------------- |
| utm_source (wymagane) | Źródło; Określa skąd przychodzą osoby klikające; parametr niezbędny.                                                     | utm_source=Google                     |
| utm_medium            | Medium; Określa typ linku (np. koszt za kliknięcie lub email).                                                           | utm_medium=cpc                        |
| utm_campaign          | Kampania; Określa promocję, kampanię itp.                                                                                | utm_campaign=wyprzedaz_letnia         |
| utm_term              | Słowa kluczowe; Określa słowa kluczowe.                                                                                  | utm_term=szkolenia+social+media       |
| utm_content           | Treść; Określa co dokładnie zostało kliknięte, np. banner lub link. Często używany do testów A/B i reklam kontekstowych. | utm_content=logo lub utm_content=link |